# مقایسه توپولوژی‌ها
در توپولوژی و شاخه‌های مرتبط با آن در ریاضیات، مجموعه تمام توپولوژی‌های ممکن روی یک مجموعه دلخواه، تشکیل مجموعه مرتب جزئی می‌دهند. این رابطه ترتیبی را می‌توان جهت مقایسه توپولوژی‌ها به کار برد.

## تعریف
توپولوژی روی یک مجموعه را می‌توان به صورت گردایه‌ای از زیرمجموعه‌هایی تعریف کرد که «باز» فرض می‌شوند. می‌توان به جای آن از تعریفی استفاده کرد که گردایه‌ای از مجموعه‌های «بسته» را در نظر می‌گیرد. اساساً هردو روش اخیر جهت تعریف توپولوژی با هم معادلند، چرا که متمم یک مجموعه باز، بسته‌است و بالعکس. در ادامه، فرقی نمی‌کند که کدام تعریف را در نظر بگیریم.
فرض کنید که {\displaystyle \tau _{1}} و {\displaystyle \tau _{2}} دو توپولوژی روی مجموعه {\displaystyle X} باشد، چنان که {\displaystyle \tau _{1}} مشمول در {\displaystyle \tau _{2}} باشد:
{\displaystyle \tau _{1}\subseteq \tau _{2}}
یعنی، هر عضو از {\displaystyle \tau _{1}}، عضوی از {\displaystyle \tau _{2}} هم می‌باشد. در نتیجه، توپولوژی {\displaystyle \tau _{1}} را درشت‌تر (ضعیف‌تر یا کوچک‌تر) از توپولوژی {\displaystyle \tau _{2}} نامیده و {\displaystyle \tau _{2}} را ظریف‌تر (قوی‌تر بزرگ‌تر) از {\displaystyle \tau _{1}} می‌نامند.
همچنین اگر علاوه بر هرکدام از شرایط فوق، شرط:
{\displaystyle \tau _{1}\neq \tau _{2}}
نیز صدق کند، خواهیم گفت که {\displaystyle \tau _{1}} اکیداً درشت‌تر از {\displaystyle \tau _{2}} و {\displaystyle \tau _{2}} اکیداً ظریف‌تر از {\displaystyle \tau _{1}} است.
رابطه دوتایی {\displaystyle \subseteq }، روی مجموعه تمام توپولوژی‌های ممکن روی {\displaystyle X}، رابطه مرتب جزئی تعریف می‌نماید.